# 安藤彰則
安藤 彰則（あんどう あきのり、1969年4月30日 - ）は、京都府京都市出身の俳優。

## 人物
京都府立北嵯峨高等学校卒業。高校卒業と同時に里見浩太朗に弟子入りし、7年間時代劇の基礎を学ぶ。デビューは1991年放送の日本テレビ年末時代劇『源義経』。以後東映剣会に所属し、斬られ役を演じる。その後、30歳を期に上京、演劇ユニット『no-tenki』を結成、作、演出を担当。

## 出演

### 映画
- あずみ2 Death or Love（2005年） - 一角 役
- ラブ★コン（2006年） - ジーパン刑事 役
- あなたを忘れない（2007年） - 吉岡 役
- 大帝の剣（2007年） - 野武士 役
- スキヤキ・ウエスタン ジャンゴ（2007年） - ICHIRO役
- ふみ子の海（2007年） - 軍人 役
- シルク（2007年）
- 神様のパズル（2008年）
- 奇跡の海（2008年）
- Beauty うつくしいもの（2008年）
- 窓辺のほんきーとんく（2008年） - 村崎 役
- 魔法遣いに大切なこと（2008年）
- 落語娘（2008年）
- 劒岳 点の記（2009年） - 林雄一 役
- ヤクザガール（ロシア 2011年） - 警部補 役
- これでいいのだ!!映画★赤塚不二夫（2011年） - バカ大過激団ホープ 役
- エクレール・お菓子放浪記（2011年） - 平田警官 役
- さや侍（2011年） - 介錯人 役
- はやぶさ 遥かなる帰還（2012年） - 新聞記者 植木 役
- 忍たま乱太郎 夏休み宿題大作戦!の段（2013年） - キクラゲ城の牢番 役
- 日本のいちばん長い日（2015年） - 芳賀豊次郎 役
- 関ヶ原（2017年） - 渡辺甚平 役
- 真夜中乙女戦争（2022年） - 松本 役[1]
- ウルトラマントリガー エピソードZ（2022年） - ライラーイブラ 役
- マッチング（2024年）
- 侍タイムスリッパー（2024年） - 斬られ役俳優 安藤 役[2]
- 八犬伝（2024年）

### テレビドラマ
- 暴れん坊将軍VI 第40話「吉宗、騙りを働く!?」（1995年、テレビ朝日） - 花菱屋の手代役
- 大岡越前 第15部 第20話「裏切られた友情」（1999年2月1日、TBS / C.A.L）
- 相棒（テレビ朝日）
  - season3 第9話「潜入捜査」（2005年1月5日） - 刑事役
  - season18 第8話「檻の中〜陰謀」、第9話「檻の中〜告発」（2019年12月4日、11日） - 武田和広役
  - season20 第4話「贈る言葉」（2021年11月3日） - 江口稔役
- 土曜ワイド劇場 新船長の航海事件日誌（2006年、テレビ朝日） - 山村役
- 金曜プレステージ 浅見光彦シリーズ25（2007年、フジテレビ） - 宮島刑事役
- ミヤコ蝶々ものがたり（2007年、テレビ朝日）
- 戦力外通告（2008年、WOWOW）
- シリウスの道（2008年、WOWOW）
- 赤い霊柩車シリーズ24 死者からの贈り物（2009年、フジテレビ）
- 未来世紀シェイクスピア（2009年、関西テレビ）
- 水戸黄門（TBS / C.A.L）
  - 第41部 第5話「情けを知った刺客の女」（2010年）
  - 第43部 第18話「上様、長屋で叱られる -江戸-」（2011年11月21日）
- 必殺仕事人2010（2010年、テレビ朝日）
- ルビコンの決断 スシロー編（2010年、テレビ東京）
- 新春時代劇 戦国疾風伝 二人の軍師（2011年、テレビ東京）
- 警視庁南平班〜七人の刑事3〜（2011年） - 中風明世役
- 水曜ミステリー9 捜査検事・近松茂道10（2011年、テレビ東京） - 須田健二役
- 金曜プレステージ 浅見光彦シリーズ41（2011年、フジテレビ） - 犯人 塚原為男役
- 逃亡者おりん最終章（2012年、テレビ東京） - 黒木兵衛役
- 月曜ゴールデン 女取調官2（2012年、TBS） - 警視庁捜査一課 竹井役
- 水曜ミステリー9 鑑識特捜班・九条礼子〜骨を知る女〜 2 (2012年、テレビ東京） - 桂木丈役
- 土曜ワイド劇場 西村京太郎トラベルミステリー59（2013年、テレビ朝日） - 西山英司役
- スペシャルドラマ SP〜警視庁警護課III（2013年、テレビ朝日） - 森山刑事役
- 月曜ゴールデン 釣り刑事4（2013年、TBS） - 向井隼役
- 月曜ゴールデン 捜査指揮官 水城さや2（2014年、TBS） - 三島忠志役
- NHKスペシャル時代劇 大岡越前 第五話（2014年、NHK） - 忠七役
- 二夜連続ドラマスペシャル 宮本武蔵 (2014年、テレビ朝日)
- 終戦記念スペシャルドラマ 命ある限り戦え、そして生き抜くんだ（2014年、フジテレビ） - 春日彰久役
- 月曜ゴールデン 北海道警察 人質（2014年、TBS） - 長正寺正則役
- 水曜ミステリー9 ソタイ 組織犯罪対策課（2014年、テレビ東京） - 劉周徳役
- 土曜ワイド劇場
  - 「警視庁・捜査一課長〜ヒラから成り上がった最強の刑事!4」（2015年） - 結城稔役
  - 「司法教官・穂高美子5」（2016年） - 島根清治役
- 子連れ信兵衛 第1話（2015年11月13日、NHK BSプレミアム） - 寺井役
- 日曜プライム 「警視庁・捜査一課長」（2019年） - 中牟田智雄役
- 半沢直樹（2020年、TBS） - 大東京銀行・柴田役
- ドラゴン桜 最終話（2021年6月27日、TBS） - 試験官役
- 真犯人フラグ　第5話・第11話（2021年11月14日・2022年1月9日、日本テレビ） - 亀田運輸本社社員
- 義母と娘のブルース 2022年謹賀新年スペシャル（2022年1月2日、TBS）
- 妻、小学生になる。 第1話（2022年1月21日、TBS）
- マイファミリー 第4話（2022年5月1日、TBS） - 医師 役
- 嫌われ監察官 音無一六 season1 第1話（2022年5月6日、テレビ東京） - 高部謙作 役
- 特捜9 Season5 第8話（2022年5月25日、テレビ朝日） - 辻村幸作 役
- VIVANT 第7話（2023年8月27日、TBS） - 面接官 役
- 仮想儀礼 第6話（2024年1月14日、NHK BSプレミアム4K） - 刑事 役
- アンチヒーロー 第2話（2024年4月21日 - 、TBS） - 西東京弁護士会事務局長[3][4]
- それでも俺は、妻としたい 第3話 - 第5話（2025年1月26日 - 2月9日、テレビ大阪・BSテレ東） - 医者 役[5]
- 御上先生 第5話（2025年2月16日、TBS） - 真山隆文 役

### ウェブドラマ
- ガンニバル 第7話（2023年、Disney+）
- フクロウと呼ばれた男 第3話（2024年、Disney+） - 刑事 役

### PV
- SHINee「1000年、ずっとそばにいて...」（2012年12月12日発売） - お父さん（ピエロ 三浦健治）役

### 舞台
- 秦建日子プロデュースVOL7 タクラマカン（1999年）　VOL8 PAIN（2001年）
- NO-TENKI VOL1 その男ボルネオ（2002年）
- NO-TENKI VOL2 THE HATTORI（2002年）
- THEATER JUNK 永遠の一秒（2007年）

### CM
- SAMMY CRガッチャマン ベルクカッツェ編（2006年）
- SECOM 番犬編（2007年）
- 関西アーバン銀行（2009年 - 2011年）